# Jean-Kévin Augustin
Jean-Kévin Augustin (* 16. Juni 1997 in Paris) ist ein französischer Fußballspieler. Der Stürmer steht zurzeit bei Motor Lublin unter Vertrag und ist ehemaliger französischer Nachwuchsnationalspieler.

## Karriere

### Vereine in der Jugend
In seiner Jugend spielte Jean-Kévin Augustin für die Vereine FO Plaisir und AC de Boulogne-Billancourt. 2009 wechselte er in die Jugend von Paris Saint-Germain, deren Juniorenmannschaften er durchlief.

### Paris Saint-Germain
Zur Saison 2014/15 stieg Augustin in die zweite Mannschaft von Paris Saint-Germain auf und gehörte im Februar 2015 erstmals zum Kader der ersten Mannschaft von PSG. Sein Debüt in der ersten Mannschaft gab er am 8. April 2015 unter Laurent Blanc beim 4:1-Sieg im Halbfinale des französischen Pokals gegen die AS Saint-Étienne. Im Finale, welches Paris mit 1:0 gegen den AJ Auxerre gewann, gehörte Augustin nicht zum Kader. Sein Debüt in der Ligue 1 absolvierte er am 7. August 2015 beim 1:0-Sieg gegen den OSC Lille, als er kurz vor Schluss für Lucas eingewechselt wurde. Am 25. November 2015 beim Champions-League-Spiel gegen Malmö FF absolvierte er sein erstes Spiel auf internationaler Ebene. Sein erstes Pflichtspieltor für PSG gelang Augustin am 28. November 2015 (15. Spieltag) beim 4:1-Sieg gegen ES Troyes AC, als er in der 84. Minute das 4:0 erzielte.

### RB Leipzig
Zur Saison 2017/18 wechselte Augustin zu RB Leipzig und unterschrieb beim Vizemeister der Vorsaison einen Fünfjahresvertrag. Er absolvierte unter Ralph Hasenhüttl 37 Pflichtspiele, darunter fünf in der Champions League sowie sechs in der Europa League, wo er mit RB im Viertelfinale gegen Olympique Marseille ausschied, und steuerte zwölf Tore sowie sechs Assists bei. Somit war der Franzose nach Timo Werner Leipzigs effizientester Offensivspieler. Am Saisonende wurde er mit Leipzig Tabellensechster und erreichte so noch die Qualifikationsphase zur Europa League.
Während der Saison 2018/19 wurde Augustin in der Bundesliga häufiger nur noch als Einwechselspieler eingesetzt, bestritt aber bis auf eine alle Partien in der Europa-League-Qualifikation sowie der -gruppenphase. In 30 Spielen sammelte er zehn Scorerpunkte. Nach einer Disziplinlosigkeit vor dem Europa-League-Heimspiel am 20. September 2018 gegen den FC Red Bull Salzburg (2:3) für das darauf folgende Bundesliga-Spiel gegen Eintracht Frankfurt gemeinsam mit seinem Mitspieler Nordi Mukiele von Cheftrainer und Sportdirektor Ralf Rangnick aus dem Kader gestrichen. Statt beim Spiel mitwirken zu dürfen, wurden er und Mukiele mit Straftraining sanktioniert. Beide hatten vor der Heimniederlage, als ihre Mitspieler vom Aufwärmen in die Kabine zurückgekehrt waren, auf der Trainerbank gesessen und mit ihren Smartphones gespielt.

### AS Monaco
Ohne Einsatz für die Sachsen in der Saison 2019/20 wurde der Franzose zum Ende der Sommertransferphase bis Saisonende in seine Heimat an den Erstligisten AS Monaco verliehen. Augustin lief für die Monegassen in zehn Liga- sowie in drei Pokalpartien auf, erzielte einen Treffer und bereitete zwei Tore vor.

### Leeds United
Ende Januar 2020 wurde der Leihvertrag mit Monaco vorzeitig aufgelöst und Augustin bis Saisonende nach England an den Zweitligisten Leeds United verliehen. Für Leeds lief er in drei kurzen Ligaeinsätzen ohne Torerfolg auf. Bei noch sechs ausstehenden Partien verlängerte der Verein den Leihvertrag nicht über den 30. Juni 2020 hinaus. Ob die im Vertrag verankerte Kaufpflicht bei einem Aufstieg Leeds Uniteds immer noch greifen würde, ist bislang unbekannt.

### FC Nantes
Anfang Oktober wechselte Augustin in die Ligue 1 zum FC Nantes und unterschrieb dort einen Vertrag bis 2022. Auch nach dem Wechsel drängte RB Leipzig weiterhin auf die vorgeschriebene Ablösesumme von 21 Millionen Euro und kündigte an, neben juristischen Schritten auch die FIFA einzuschalten.

### FC Basel
Im Juni 2022 wechselte Augustin ablösefrei zum Schweizer Erstligisten FC Basel. Trotz längerer Verletzungspausen kam er in seiner ersten Saison auf insgesamt 29 Pflichtspieleinsätze und zog mit der Mannschaft in der UEFA Conference League bis ins Halbfinale ein. In der folgenden Spielzeit 2023/24 fehlte er ebenfalls verletzungsbedingt längere Zeit und kam noch auf 22 Pflichtspieleinsätze. Trotz bestehenden Vertrags bis 2025 plante der FC Basel für die Saison 2024/25 anschließend nicht mehr mit ihm, woraufhin er sich Ende August 2024 mit dem Verein auf eine vorzeitige Vertragsauflösung einigte.

### Motor Lublin
Im März 2025 wechselte Augustin nach fast achtmonatiger Vereinslosigkeit nach Polen zu Motor Lublin.

### Nationalmannschaft
Ab der U16-Nationalmannschaft lief Augustin zwischen 2012 und 2018 für alle Nachwuchsmannschaften des französischen Verbandes auf.
Während er mit der U19 2016 Europameister wurde, gelangte er mit der U20 Frankreichs bei der WM 2017 bis ins Achtelfinale.

## Erfolge
Paris Saint-Germain
- Französischer Meister: 2016
- Französischer Pokalsieger: 2015, 2016, 2017
- Französischer Supercupsieger: 2015, 2016
- Französischer Ligapokal: 2016, 2017

Leeds United
- Englischer Zweitligameister: 2020

FC Nantes
- Französischer Pokalsieger: 2022

Frankreich
- U19-Europameister: 2016